# کشتی مسافربری به مقصد هنگ کنگ
کشتی مسافربری به مقصد هنگ کنگ (انگلیسی: Ferry to Hong Kong) فیلمی در ژانر ماجراجویی به کارگردانی لوئیس گیلبرت است که در سال ۱۹۵۹ منتشر شد. از بازیگران آن می‌توان به اورسن ولز و کورد یورگنس اشاره کرد.